# Moosomin
Moosomin es un pueblo canadiense situado en la provincia de Saskatchewan.

## Superficie
Moosomin tiene una superficie de 7,15 km².

## Demografía
En 2021, tenía 2657 habitantes, una densidad poblacional de 371,5 hab./km², y 1207 viviendas.